# ОШ „Светолик Ранковић” Аранђеловац
ОШ „Светолик Ранковић” Аранђеловац наставља традицију школе подигнуте 1850. године. Школа носи назив по Светолику Ранковићу, српском писцу.
Прва основна школа је била саграђена од брвнара 1850. године, на терену „војног шанца” Врбице, у порти врбичке цркве Свети Арханђел. Имала је само једну велику просторију у којој је учило само прво мушко дете у породици. Први учитељ био је Андрија Савић, син првог аранђеловачког проте. 
Од 1868. године, на захтев групе напредних грађана отвара се једно женско одељење од 26 ученица, у школу иде око 80 ученика и ученица, а у њој раде два учитеља и једна учитељица. Од 1880. године основан је четврти разред женске школе, тако да се нагло повећава број ученика, па је један учитељ образовао од 50 до 70 ученика. Нова школа у Аранђеловцу отворена је 1882. године.
У новој школској згради 1890. године ученици се уписују у пети и шести разред. За време Првог светског рата 1915-1918. године ђаци су учили по приватним зградама, јер је школа коришћена у војне врхе. 
Школа улази у новоизградјену зграду 1962. године, када се матичној школи придружују четвороразредне школе „Милорад Лабудовић” у Буковику II, „Васа Савић” на Колонији, „Мицко Танкосић” у Мисачи и школа код болнице Буковик I.
Шестог фебруара 1974. године школа „Светолик Ранковић” започиње свој рад у садашњој згради у улици Милована Ристића 1. Првог септембра 1990. године од Основне школе „Светолик Ранковић” постале су две, ОШ „Свети Сава” на Колонији и „Светолик Ранковић”. ОШ „Свети Сава” се спаја са основном школом у Буковику, а издвојено одељење у Мисачи остаје при школи „Светолик Ранковић”.